# مايك باورز
مايك باورز (بالإنجليزية: Mike Bowers)‏ هو محامي أمريكي، ولد في 1942 في كوميرك في الولايات المتحدة.